# 브로소 (피에몬테주)

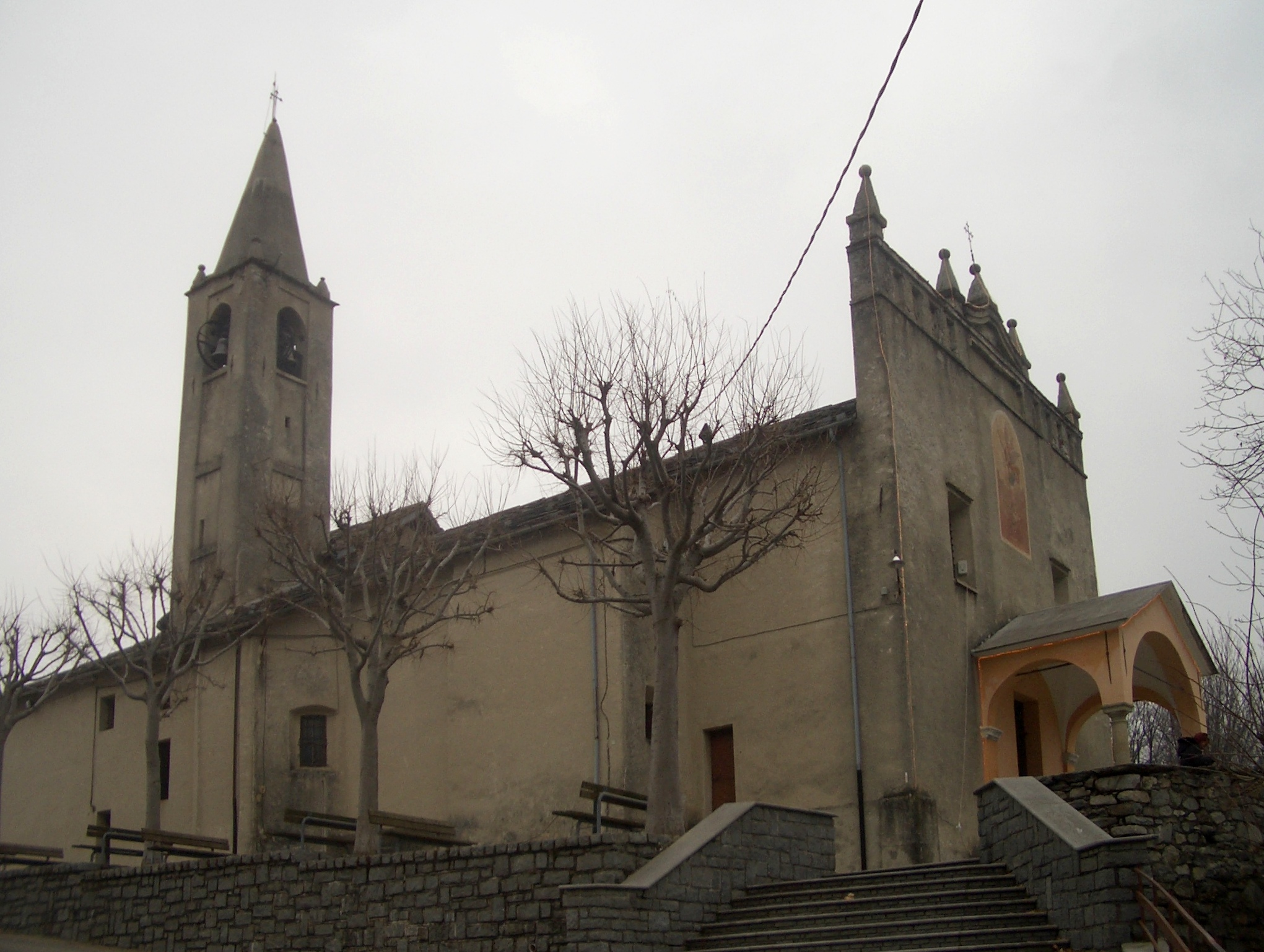

브로소(Brosso)는 이탈리아 피에몬테주 토리노 광역시의 코무네이다. 토리노에서 북쪽으로 약 50킬로미터 지점에 위치해 있다.
이 지역의 총 면적은 11.14 제곱킬로미터, 고도는 797미터이다. 인구 수는 2017년 1월 1일 기준으로 472명이다.